# Котляревское (Оржицкий район)
Котляревское (укр. Котляревське) — село,
Воронинцевский сельский совет,
Оржицкий район,
Полтавская область,
Украина.
Код КОАТУУ — 5323680403. Население по переписи 2001 года составляло 112 человек.
Имеется на карте РККА M-36 (А) • 1 км. Киевская, Черниговская, Гомельская области.1941 год как хутор Т. Шевченко
Село Котляревское находится на правом берегу реки Слепород,
выше по течению примыкает село Казачье,
ниже по течению примыкает село Приймовщина,
на противоположном берегу — село Воронинцы и Новоселовка.